# Waidwundschuss
Als Waidwundschuss, auch Weidwundschuss, bezeichnet der Jäger einen Schuss, der die Eingeweide des Wildes trifft und zerstört. Dies sind regelmäßig Treffer in das Abdomen. Ob das Tier „waidwund“ getroffen wurde, ist oft am „Zeichnen“ (Schusszeichen) erkennbar. Waidwundschüsse sind immer tödlich und verursachen oft schwierige Nachsuchen. Der Tod tritt, entgegen dem Kammerschuss, mit zeitlicher Verzögerung ein.
Waidwundschüsse gelten, insbesondere bei der Bewegungsjagd, als grober Fehler bei der Schussabgabe und sollten unter allen Umständen vermieden werden. Neben dem Aspekt des vermeidbaren Leidens des Tieres werden regelmäßig Darm- und Mageninhalt in die Körperhöhle geschleudert und dadurch das Wildbret genussuntauglich. Absichtlich angetragene Waidwundschüsse widersprechen jeglicher jagdlicher Ethik, werden als Aasjägerei scharf verurteilt und führen zu rechtlichen Konsequenzen.